# L'Arche de Noé (film, 1967)
Pour les articles homonymes, voir L'Arche de Noé.
Pour plus de détails, voir Fiche technique et Distribution.
L'Arche de Noé est un court métrage d'animation français réalisé par Jean-François Laguionie en 1967.

## Synopsis
Au début du XXe siècle, une équipe d'explorateurs est à la recherche de l'arche de Noé biblique. Alors qu'ils explorent les sommets enneigés des montagnes, le bruit de leur radio parvient jusqu'à la cabane d'un homme qui vit en ermite dans une cabane en bois. Celui-ci entend les prévisions météorologiques, qui annoncent des pluies avec risque d'inondation. L'extrait du bulletin météorologique est la seule partie parlée de la bande son, le reste du film étant simplement accompagné de musique. Persuadé que le monde entier va être englouti, l'homme ajoute un mât à sa cabane pour la transformer en arche et se met en devoir de rassembler tous les animaux à l'intérieur en prévision du nouveau déluge. À la fin, l'averse commence, et l'homme, qui s'est aperçu qu'il lui manque une femme pour compléter l'arche, rattrape les explorateurs et kidnappe la seule femme de l'expédition, la sauvant ainsi d'une inondation bien réelle.

## Fiche technique
- Titre : L'Arche de Noé
- Réalisateur : Jean-François Laguionie$
- Musique : Pierre Alrand[1]
- Technique d'animation : papier découpé
- Durée : 11 minutes[1]
- Pays :  France
- Langue : français
- Format : couleur, 35 mm, 1,66:1
- Date de sortie : 1967

## Récompense
Le court métrage remporte un Dragon d'argent au Festival de Cracovie.